# Rue Saint-Jacques (Nantes)
Pour les articles homonymes, voir Rue Saint-Jacques.
La rue Saint-Jacques est une rue de Nantes, en France.

## Situation et accès
Cette voie est située dans le quartier Nantes Sud.

## Origine du nom
Son nom provient vraisemblablement de l'abbaye bénédictine de Saint-Jacques (ou prieuré de Pirmil), qui a sans doute servi de refuge aux voyageurs effectuant le pèlerinage de Saint-Jacques-de-Compostelle puisque c'était le principal axe vers le sud.

## Historique
Son plus ancien bâtiment est l'église construite vers la fin du XIIe siècle par les moines de Saint-Jacques. Les vestiges d'une chapelle romane ont été mis au jour, élément attestant que l'église a été bâtie sur un ouvrage plus ancien.

## Bâtiments remarquables et lieux de mémoire
L’hôpital Saint-Jacques est le deuxième plus ancien des sept établissements hospitaliers gérés par le Centre hospitalier universitaire de la ville de Nantes. Il se situe au no 85 de la rue. L'église Saint-Jacques de Pirmil, la plus ancienne église de Nantes, qui date du XIIe siècle, se situe à côté.